# Mary Steenburgen
Mary Steenburgen (Newport, 8 de febrer de 1953) és una actriu i productora estatunidenca.

## Biografia
Mary Steenburgen va néixer el 8 de febrer de 1953 a Arkansas, i va anar a Nova York on va prendre classes d'interpretació el 1972.
El 1978 Jack Nicholson li va oferir un paper a Camí del sud, el seu debut com a realitzador, i que li va donar a la Mary una candidatura als Globus d'Or arran de la qual es va disparar la seva carrera. Només dos anys després la seva interpretació de Linda Duman a Melvin and Howard , va ser recompensada amb l'Oscar a la millor actriu secundària. Mary feia una imatge de certa accessibilitat tant afectiva com sexual de cara al públic, fent el paper de dona a la trentena amb ganes de posar seny a la seva vida, però que també podia qüestionar el seu statu quo i prendre decisions. A la seva vida privada, s'acabava de casar amb l'actor Malcolm McDowell, de qui esperava la seva primera filla: Lily, que va néixer el 1981.
Aquell any Mary va rodar Ragtime, sota les ordres de Milos Forman, on va interpretar una dona benestant que acull a casa seva una dona negra embarassada, la mort de la qual a mans de la policia li causarà una convulsió que farà que acabi abandonant el seu marit per un director de cinema.
L'any següent Mary Steenburgen es va afegir a A Midsummer Night's Sex Comedy  (1982), on Woody Allen li va oferir el paper d'Adrian, una dona que pateix una creixent frigidesa a causa d'haver amagat al seu marit una infidelitat que li causava forts remordiments.
El 1983 va néixer el seu segon fill Charles. En ple èxit, però, Mary es va allunyar de la pantalla gran per encarregar-se dels seus fills i no tornaria fins al 1990, any que es va divorciar de Malcolm. Llavors començava a fer la imatge de dona madura ja una mica desencisada de la vida, més o menys independent. En ple procés de separació, va estrenar  Parenthood , on va fer el paper d'una dona que per revifar el seu matrimoni estava disposada a qualsevol cosa. Fins i tot a tenir més fills i també a fer-li una fel·lació al seu marit en un cotxe, amb conseqüències una mica funestes.
Poc temps després se la va començar a veure més sovint a pel·lícules com Retorn al futur 3' o Filadèlfia, on va interpretar una implacable advocada que defensava un bufet homòfob que havia despatxat un dels seus lletrats perquè tenia la SIDA. La pel·lícula va ser la seva retrobada amb Jonathan Demme, el mateix realitzador que l'havia catapultat cap a la fama amb Melvin i Howard.
El 1993 Lasse Hallström li va oferir una de les seves millors oportunitats en What's Eating Gilbert Grape, on es va posar a la pell de Betty Carver, una dona de quaranta anys fastiguejada de la seva vida mediocre i del seu matrimoni i que tenia una relació sexual amb un jove d'un poble de nom Endora, el qual havia atrapat perquè ell no podia anar-se'n d'aquell trist lloc perquè tenia una mare l'excés de pes del qual la feia romandre sempre en un sofà, i tenia un germà menor deficient (Arnie:Leonardo DiCaprio).
El 1995 va fer tres pel·lícules. A la primera, Powder, defensava un noi amb poders. A la segona,  The Grass Harp , s'encarregava de donar vida a la Germana Ida, una predicadora que vivia amb els seus fills i que defensava la tolerància i la llibertat en una comunitat opulenta. A  Nixon , Mary es va posar a la pell d'Hannah Nixon, una dona malalta, el record de la qual traumatitzaria el seu fill Richard.
Aquell any la Mary es va casar amb Ted Danson, al qual va conèixer a la filmació del telefilm  Gulliver's Travels , on va interpretar la soferta dona de Gulliver, condemnada a criar els fills mentre el seu marit feia viatges fantàstics.
Amb aquest paper s'obria d'alguna manera una nova etapa a la carrera de l'actriu que va alternar personatges similars a la Betty Carver de la cinta de Lasse Hallström amb la de mares comprensives i afectuoses. Entre les primeres destaca com a Colleen a  Life as a House , on tornava a fer el paper de divorciada, la vida sexual de la qual depenia d'un adolescent.
Entre les segones hi ha tres films amb dret propi, dos d'ells sota les ordres de John Sayles, que la va dirigir a La terra promesa -on va donar una mica de dignitat a una dona que falsejava la història local a favor d'una massificació cultural i l'aprovació d'un pla urbanístic – i la  Casa dels Baby , on va fer d'una exalcohòlica disposada a adoptar un nen a Llatinoamèrica, malgrat un sistema plenament corrupte interessat a explotar els estrangers que hi anaven amb aquestes intencions i prendre'ls tots els diners possibles en hotels de luxe i restaurants. Rita Moreno, Marcia Gay Harden, Maggie Gyllenhaal i Daryl Hannah van ser les seves companyes de repartiment.
El tercer dels esmentats papers el va fer a la sèrie  Joan de Arcadia , on va interpretar Helen Gerardi, la dona del cap de policia del poble, professora d'art i preocupada per fer anar endavant un fill paralític (Jason Ritter). La sèrie va fer una imatge serena d'una actriu que havia assolit la maduresa, mostrant-se comprensiva, lluitadora, pacient, i disposada a donar-ho tot per la família.
El 2007 va interpretar la directora d'una emissora de ràdio novaiorquesa a The Brave One , que es convertia en testimoni de la transformació d'Erica (Jodie Foster) després d'haver rebut una pallissa.
El 2008 va participar en la comèdia nadalenca  Com a casa, enlloc  protagonitzada per Reese Witherspoon i Vince Vaughan que va ser un gran èxit de taquilla als EUA.
El 2009 estrena la comèdia romàntica  The Proposal  protagonitzada per Sandra Bullock i Ryan Reynolds, interpretant la mare d'aquest últim.

## Filmografia

### Actriu
- 1978: Camí del sud (Goin' South): Julia Tate / Moon
- 1979: Time After Time: Amy Robbins
- 1980: Melvin and Howard: Lynda Dummar
- 1981: Ragtime: Mare
- 1982: A Midsummer Night's Sex Comedy: Adrian
- 1983: Romantic Comedy: Phoebe Craddock
- 1983: Retorn a Cross Creek (Cross Creek): Marjorie Kinnan Rawlings
- 1985: Tender Is the Night (minisèrie): Nicole Warren Diver
- 1985: One Magic Christmas: Ginnie Hanks Grainger
- 1987: Mort a l'hivern (Dead of Winter): Julie Rose / Katie McGovern / Evelyn
- 1987: The Whales of August: Young Sarah
- 1988: Final de trajecte (End of the Line): Rose Pickett
- 1988: The Attic: The Hiding of Anne Frank (TV): Miep Gies
- 1989: Miss Firecracker: Elain Rutledge
- 1989: Parenthood: Karen Buckman
- 1990: Retorn al futur 3 (Back to the Future Part III): Clara Clayton
- 1990: The Long Walk Home: Narrador (veu)
- 1991: Back to the Future (sèrie TV): Clara Clayton Brown (veu)
- 1991: The Butcher's Wife: Stella Keefover
- 1993: A qui estima, en Gilbert Grape? (What's Eating Gilbert Grape): Betty Carver
- 1993: Filadèlfia (Philadelphia): Belinda Conine
- 1994: Clifford: Sarah Davis
- 1994: It Runs in the Family: Mrs. Parker (Mare)
- 1994: The Gift (TV)
- 1994: Un viatge a la Lluna (Pontiac Moon): Katherine Bellamy
- 1995: La meva família (My Family): Gloria
- 1995: The Grass Harp: Germana Ida
- 1995: Powder: Jessie Caldwell
- 1995: Nixon: Hannah Nixon
- 1996: Ink (sèrie TV): Kate Montgomery
- 1996: Gulliver's Travels (TV): Mary Gulliver
- 1998: About Sarah (TV): Sarah Elizabeth McCaffrey
- 1999: Noah's Ark (TV): Naamah
- 2000: Picnic (TV): Rosemary Sydney
- 2001: Nobody's Baby: Estelle
- 2001: The Trumpet of the Swan: Mare (veu)
- 2001: Life as a House: Colleen Beck
- 2001: Em dic Sam (I Am Sam): Dr. Blake
- 2002: Living with the Dead (TV): Detectiu Karen Condrin
- 2002: Sunshine State: Francine Pinkney
- 2002: Wish You Were Dead: Sally Rider
- 2003: Hope Springs: Joanie Fisher
- 2003: Casa de los babys: Gayle
- 2003: Elfe: Emily
- 2004: It Must Be Love (TV): Clem Gazelle
- 2004: Capital City (TV): Elaine Summer
- 2005: Un toc de seducció (Marilyn Hotchkiss Ballroom Dancing & Charm School): Marienne Hotchkiss
- 2005: Joan of Arcadia (sèrie TV): Helen Girardi
- 2006: Inland Empire: Visitant 2
- 2006: The Dead Girl: Beverley, mare de Leah
- 2007: Reinventing the Wheelers (TV): Claire Wheeler
- 2007: Elvis and Anabelle: Geneva
- 2007: Nobel Son: Sarah Michaelson
- 2007: Numb: Dr. Cheryl Blaine
- 2007: L'estranya que hi ha en tu (The Brave One): Carol
- 2007: Honeydripper: Amanda Winship
- 2008: Com a casa, enlloc (Four Christmases): Marilyn
- 2008: In the Electric Mist: Bootsie Robicheaux
- 2009: La proposta (The Proposal): Grace Paxton
- 2009: Què se n'ha fet, dels Morgan? (Did You Hear About the Morgans?): Emma Wheeler
- 2015: Un passeig pel bosc (A Walk in the Woods): Jeannie
- 2016ː The Book of Loveː Julia
- 2016ː Deanː Carol
- 2016ː Katie Says Goodbyeː Maybelle
- 2017ː The Discoveryː entrevistadora
- 2017ː I Do... Until I Don'tː Cybil Burger
- 2018ː Book Clubː Carol
- 2018ː Antiquitiesː Dr. Margot
- 2019ː Flanneryː narradora
- 2020: Zoey's Extraordinary Playlist (sèrie de televisió): Maggie Clarke
- 2020: Grace and Frankie (sèrie de televisió)ː Miriam
- 2020: The Good Place (sèrie de televisió)ː professora de música
- 2020: Happiest Season: Tipper Caldwell
- 2021: Nightmare Alley: Mrs. Kimball
- 2021: Zoey's Extraordinary Christmas (TV): Maggie Clarke
- 2022: Mr. Mayor (sèrie de televisió)ː Adriana
- 2023: Book Club: The Next Chapter: Carol

### Productora
- 1988: Final de trajecte (End of the Line)
- 1996: Ink (sèrie TV)
- 2006: Bye Bye Benjamin